# Duinen (Gelderland)
Duinen (Nedersaksisch: Dunen) is een buurtschap in de Nederlandse gemeente Harderwijk, gelegen in de provincie Gelderland. Het ligt ten zuiden van het dorp Hierden.
Hoofdplaats: Harderwijk      Dorp: Hierden      Buurtschap: Duinen · Frankrijk

Gelderland: Steden en dorpen in Gelderland      Nederland: Provincies · Gemeenten